# Rombergs test

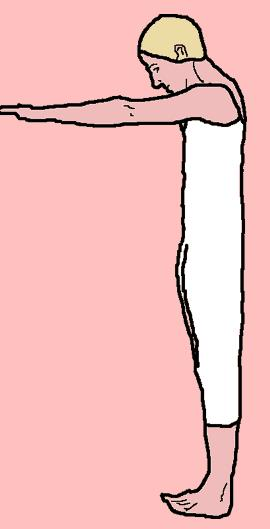
Rombergs test

Rombergs test eller "Romberg" är ett neurologiskt test som testar balansen i stående och är del i en rutinmässig neurologisk undersökning. Patienten står med benen ihop, även hälar och tår, med armarna korsade över bröstet. Därefter ombedes patienten blunda. Man tittar efter tecken på svajning och obalans.